# Куманагота
Куманагота (Cumanagota, Cumanogoto) — почти исчезнувший карибский язык, на котором говорит народ куманагото, проживающий в Венесуэле. У языка есть две разновидности: чайма (Chaima, Chayma, Guaga-Tagare, Sayma, Warapiche), на котором говорят в штате Сукре восточно-прибрежного региона, и кумана (Cumanogoto, Cumaná, Kumaná), на котором говорят в восточно-прибрежном регионе.